# Violet Mersereau
Pour les articles homonymes, voir Mersereau.
Pour les personnes ayant le même prénom, voir Violet (homonymie).
Violet Mersereau est une actrice américaine née le 2 octobre 1892 à New York, dans l’État de New York aux États-Unis, décédée le 12 novembre 1975 à Plymouth dans le Massachusetts.

## Filmographie

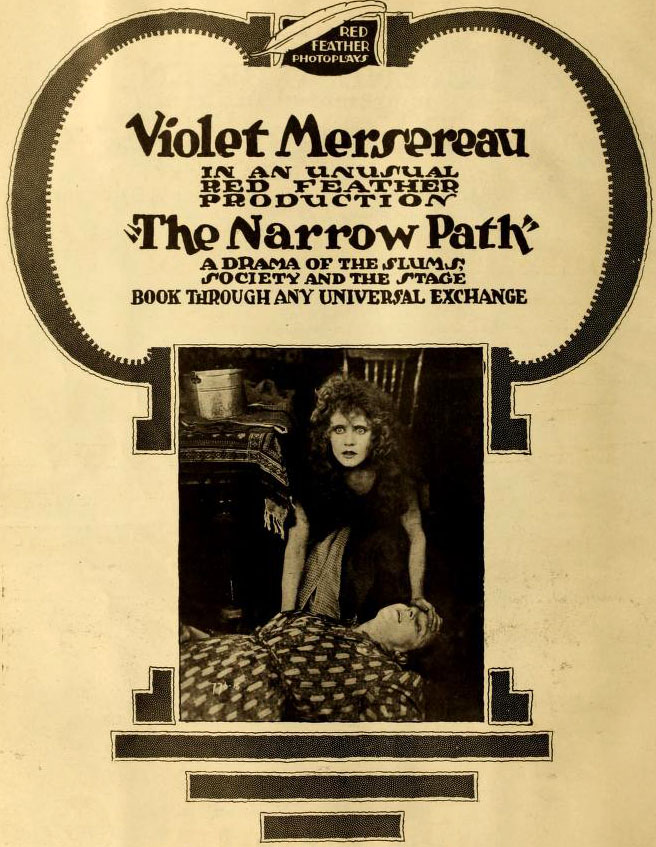
The Narrow Path (1916).

- 1908 : The Feud and the Turkey de D. W. Griffith
- 1908 : Le Gage de l'amitié (The Test of Friendship) de D. W. Griffith
- 1909 : The Suicide Club de D. W. Griffith : la femme
- 1909 : One Busy Hour de D. W. Griffith : une cliente
- 1909 : The Jilt de D. W. Griffith : une invitée au mariage
- 1909 : Eloping with Auntie de D. W. Griffith : au magasin
- 1909 : Le Grillon du foyer (The Cricket on the Hearth) de D. W. Griffith : May Fielding
- 1909 : His Duty de D. W. Griffith : un des enfants dans la rue
- 1909 : Le Luthier de Crémone (The Violin Maker of Cremona) de D. W. Griffith : Dans la foule
- 1909 : La Villa solitaire (The Lonely Villa) de David Wark Griffith : At the Inn
- 1909 : Her First Biscuits : Biscuit Victim
- 1909 : The Peachbasket Hat : Visitor
- 1909 : The Way of Man : Wedding Guest
- 1909 : The Friend of the Family : Estelle Morse (unconfirmed)
- 1909 : His Lost Love : At Wedding
- 1909 : What's Your Hurry? : On Street
- 1910 : Her Terrible Ordeal
- 1910 : One Night and Then
- 1910 : A Gold Necklace (it)de Frank Powell
- 1910 : The Passing of a Grouch
- 1910 : Sunshine Sue
- 1910 : Not So Bad as It Seemed
- 1911 : Help Wanted
- 1911 : His Trust
- 1911 : His Trust Fulfilled
- 1911 : The Cowpuncher
- 1911 : The Sheriff's Mistake
- 1911 : At Sunset Ranch
- 1911 : Alias Yellowstone Joe
- 1911 : Over the Hills
- 1912 : The New Clerk
- 1912 : An Even Break
- 1912 : A Western Girl's Dream : May Arnold
- 1912 : Her First Choice : Mabel
- 1912 : The Shot That Failed
- 1913 : The Stranger : Jen
- 1913 : Binks, the Hawkshaw
- 1913 : Big Sister
- 1914 : The Spitfire : Valda Girard
- 1914 : When the Heart Calls
- 1914 : Redemption
- 1914 : The Tenth Commandment
- 1914 : In Self Defense
- 1914 : Peg o' the Wilds
- 1915 : She Was His Mother
- 1915 : On Dangerous Ground
- 1915 : The Awaited Hour
- 1915 : The Avalanche : Rose Grey
- 1915 : The Stake
- 1915 : The Treason of Anatole
- 1915 : The Destroyer
- 1915 : Uncle John
- 1915 : The Supreme Impulse
- 1915 : The Broken Toy
- 1915 : Wild Blood
- 1915 : The Adventure of the Yellow Curl Papers
- 1915 : The Blank Page
- 1915 : Uncle's New Blazer
- 1915 : Destiny's Trump Card
- 1915 : You Can't Always Tell
- 1915 : The Alibi
- 1915 : Larry O'Neill -- Gentleman
- 1915 : Copper
- 1915 : Thou Shalt Not Lie
- 1915 : Driven by Fate
- 1915 : Billy's Love Making
- 1915 : The Wolf of Debt : Helen Stanhope
- 1915 : The Unnecessary Sex
- 1915 : Getting His Goat
- 1916 : The Path of Happiness : Joan, the Child of Nature
- 1916 : The Doll Doctor
- 1916 : Autumn : Autumn Arden / Jeanette Arden
- 1916 : The Great Problem : Peggy Carson
- 1916 : The Go-Between
- 1916 : His Picture
- 1916 : Broken Fetters : Mignon, grown up
- 1916 : The Gentle Art of Burglary
- 1916 : The Narrow Path : Bessie Allen
- 1916 : The Angel of the Attic
- 1916 : The Girl Who Didn't Tell
- 1916 : The Honor of Mary Blake : Mary Blake
- 1917 : The Mystery of My Lady's Boudoir
- 1917 : Souls United
- 1917 : The Boy Girl : 'Jack' Channing
- 1917 : Susan's Gentleman : Nancy Croyden / Susan Flynn
- 1917 : Little Miss Nobody : Bonnie
- 1917 : The Little Terror : Tina and Alice
- 1917 : The Raggedy Queen : Tatters
- 1917 : The Girl by the Roadside : Judith Ralston
- 1918 : Morgan's Raiders : Betsey Dawley
- 1918 : The Midnight Flyer
- 1918 : Together : Mrs. Richard Standhope / Laura Stanhope / Larry, the 'Kid'
- 1919 : Klever Kiddies
- 1919 : The Nature Girl : Dolores Winthrop
- 1919 : Proxy Husband
- 1920 : Love Wins
- 1921 : Finders Keepers
- 1921 : Thunderclap : Betty, The Girl
- 1921 : Out of the Depths
- 1922 : Nero : Marcia
- 1923 : Luck : Sylvia Templeton
- 1923 : The Shepherd King : Princess Michal
- 1924 : Lend Me Your Husband de Christy Cabanne : Jenny MacDonald
- 1924 : Her Own Free Will : Mona Everard
- 1925 : The Bride
- 1926 : The Wives of the Prophet : Alma